# 蔡清故居
蔡清故居，位于中国福建省泉州市鲤城区开元街道双塔社区西街孝感巷24号，原系明代南京国子监祭酒、理学家蔡清（1453-1508年）家族自元代迁居泉州城内以后的府第，明隆庆四年（1570年）改为蔡文庄公祠，清道光三十年(1850年)重修。故居坐北朝南，面宽、进深各五间。
1983年1月，蔡清故居公布为第二批泉州市文物保护单位。1986年重修。